# Muge
Muge ist eine Gemeinde (Freguesia) im portugiesischen Kreis Salvaterra de Magos. In ihr leben 1188 Einwohner (Stand 19. April 2021).
Die seit 2011 als Nationaldenkmal eingestuften "Concheiros de Muge" wurden 1863 vom Geologen Carlos Ribeiro entdeckt und stellen den größten mesolithischen Køkkenmøddingerkomplex in Europa dar. 
Im Osten von Muge liegt die Nekropole Cabeço da Arruda.